# Långviksskär

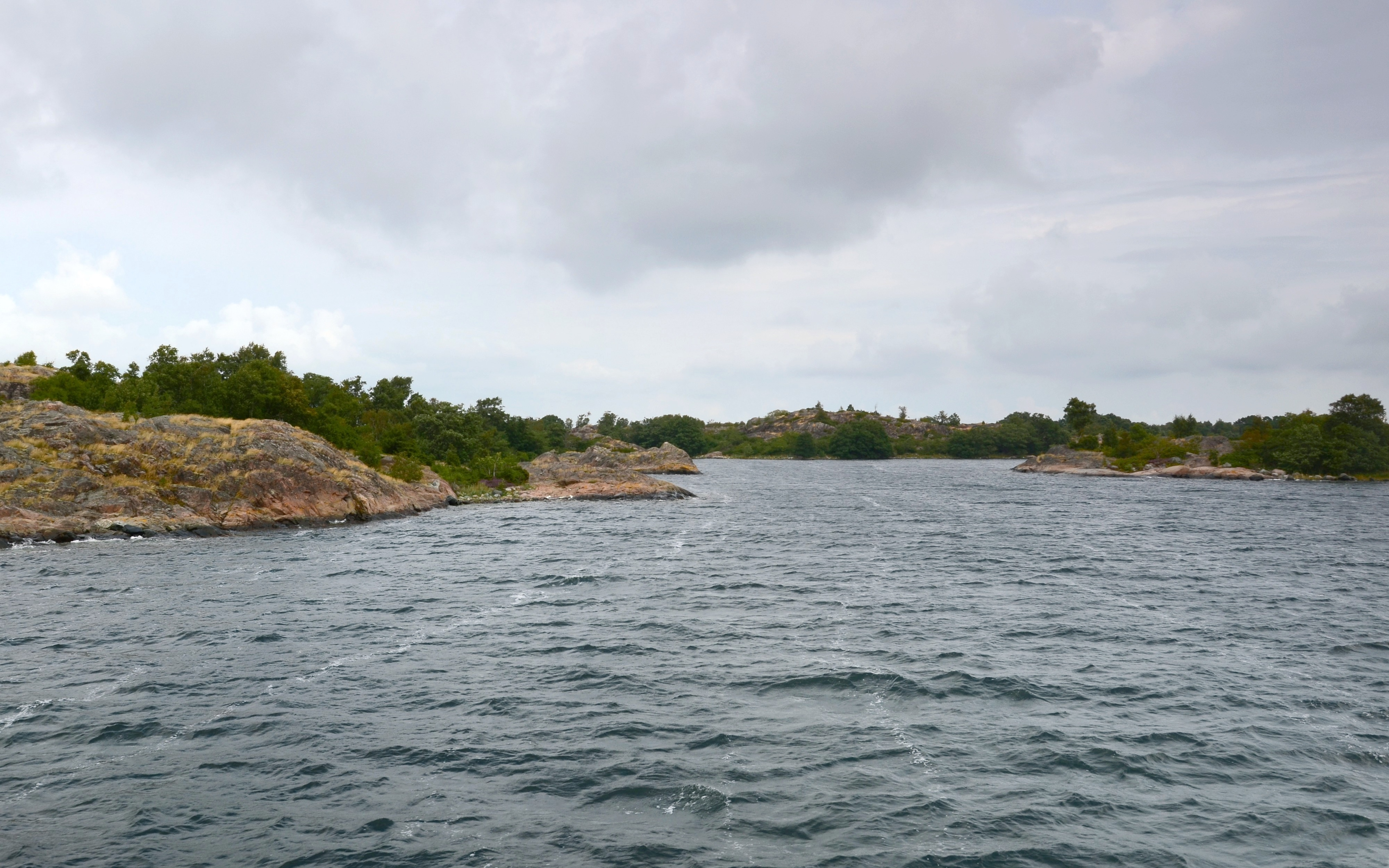
Naturhamnen mellan Hummelskär och Söderö.

Långviksskär är en 0,73 km2 stor ö  i Stockholms skärgård utanför Nämdö i Värmdö kommun, Stockholms län.
Ön ingår i Långviksskärs naturreservat

## Historia
Under 1600- och 1700-talet saknade Långviksskär fast befolkning och användes för slåtter av byalaget från gården Långvik på Nämdö, därav namnet Långviksskär. En ryssugn på öns nordöstra del innanför den nu uppgrundande viken Sandglo vittnar om att den då obebodda ön besöktes av ryska soldater under rysshärjningarna 1719. I början av 1800-talet köpte bonden Johan Mattson från Söderöra ön för 666 riksdaler. Johan, hans styvson Per Persson och tre döttrar med makar slog sig ner på ön och byggde en by på öns sydöstra sida.
År 1884 anlände den amerikanske diplomaten William Widgery Thomas till Långviksskär under en jaktexpedition. Han blev mycket förtjust i ön och köpte så småningom åtta niondelar av ön. Thomas sonson sålde 1983 innehavet till Skärgårdsstiftelsen. Den sista niondelen ägs än idag av Johan Mattson och Per Perssons ättlingar. De är de sista fast boende i ytterskärgården. Ön är oskiftad, vilket innebär att det inte finns några tomter och tomtgränser i ögruppen.

## Kultur
Thomas hus väster om hamnviken finns kvar och används som bostad åt Axel Sjöberg-stipendiater. Stipendiet delas ut av Skärgårdsstiftelsen och är uppkallat efter konstnären Axel Sjöberg. Sjöberg kom till ön på 1890-talet, skaffade sig hus och ateljé i byn och återvände regelbundet under nästan 40 år.
Långviksskär är inte bara skildrad i åtskilliga målningar och fotografier av Sjöberg utan också i romanen Frans på Långviksskär av Maj-Britt Eriksson. Boken handlar om skärkarlen Frans Öhman, dotterson till nämnda Per Persson.

### Fotnoter
1. ↑  Källgård, Anders (2005). Sveriges öar. Kristianstad: Carlsson Bokförlag. sid. 306. ISBN 91-7203-465-3
2. ↑  23:1, Riksantikvarieämbetet